# 灰熊I巡航坦克
灰熊I巡航坦克是一款加拿大在M4A1雪曼坦克上作了一些改良而製造出的坦克。它擁有更厚重，傾斜度更大的裝甲。同時，灰熊I坦克使用了17個齒傳動鏈輪而雪曼坦克則是14個。同時它安裝了CDP製造的履帶，CDP製造的履帶更輕，並且不需要橡膠。

## 歷史
和澳大利亞一樣，加拿大在沒有很強大的戰車生產能力的情況下組建了自己的裝甲兵團。也因此，它必須依靠英美來提供坦克。而在雪曼坦克投入生產后，加拿大決定生產自己的雪曼戰車，在這種背景下，灰熊坦克被設計出來。但是，因為美國能夠為加拿大提供足夠多的坦克。灰熊坦克的生產最終停了下來。

## 設計
灰熊坦克在旋轉炮塔上安裝了一門75 mm M3 L/40 坦克炮。同時，安裝了一挺勃朗寧12.7mm機槍用於防空，對付輕裝甲和反步兵。還有一挺0.303英寸同軸機槍和一挺安裝在底盤上的0.303英寸機槍。裝甲最厚的部份達到了2.95英寸。

## 生產/服役
蒙特利爾機車廠于1943年8月開始生產灰熊I坦克。但是灰熊坦克的生產在美製坦克已經足夠之後就停了下來。蒙特利爾機車廠轉而開始生產司事式自行火炮。灰熊坦克一共生產了188輛，其中很大一部份被用於訓練。戰後，一些灰熊I坦克被賣到了葡萄牙。它們一直服役到1980年代才退役。

## 改進型/衍生型號

### “小蜥蜴”防空坦克
在灰熊I巡航坦克上安裝了20mm防空炮的型號，在1944年，第一輛原型車被製造出來。其在歐洲測試時的表現證明了它對付德軍的飛機十分有效。但是，因為戰爭的結束，進一步的研發/生產計劃也被取消。

## 腳註
1. ↑  Ironsides: Canadian Armoured Fighting Vehicle Museums and Monuments pp.61
2. ↑  
Skaarup, Harold. . iUniverse.com. 2011: 78. ISBN 978-1462034642.
3. 1 2  .   [2013-12-07]. （原始内容存档于2021-01-24）.
4. ↑  .   [2013-12-07]. （原始内容存档于2009-03-08）.
5. 1 2  Ironsides: Canadian Armoured Fighting Vehicle Museums and Monuments pp.62
6. ↑  Roy Thomas. . Vanguard Canada. （原始内容存档于2010-12-23）.